# Команда (газета)
«Команда» (укр. Команда) — всеукраинская спортивная газета, издавалась с 11 марта 1995 года по 21 декабря 2016 года в Киеве, входила в состав «Украинского Медиа Холдинга».
Основана на базе издания «Киевские ведомости» бизнесменом Михаилом Бродским и издателем Сергеем Кичигиным. .
Команда выходила пять раз в неделю (вторник — суббота) на 8-24 полосах. Была одной из крупнейших спортивных газет Украины. Журнал «Команда+» выходил ежемесячно на 80-96 полосах.

## Главные редакторы
- Мирский, Валерий Исаевич
- Выхованец, Валерий Владимирович
- Корзаченко, Юрий Васильевич
- Пильчевский, Юрий Дмитриевич
- Карман, Юрий Валентинович

## Главный редактор журнала «Команда»
- Савинов, Виктор Дмитриевич

## Журналисты
Дмитрий Дымченко, Михаил Спиваковский, Юрий Усатюк, Макс Сергеев.

## Награды
- 33 лучших футболиста Украины
- Футболист года в чемпионате Украины